# Diocese do Djibuti
A Diocese do Djibuti (em latim: Diœcesis Gibutensis) é uma diocese da Igreja Católica no Djibuti ligada diretamente à Santa Sé.

## História
- 28 de abril de 1914: Estabelecida a Prefeitura Apostólica do Djibuti, separada do Vicariato Apostólico de Galla, na Etiópia.
- 14 de setembro de 1955: Elevada a diocese.

## Líderes
- Bispos  da diocese
  - Jamal Khader Daibes (13 de janeiro de 2024 - presente), também Administrador Apostólico da Diocese de Mogadíscio (Somália) (13 de janeiro de 2024 - presente)
  - Giorgio Bertin, O.F.M. (13 de março de 2001–13 de janeiro de 2024)
  - Georges Perron, Cap. (21 de novembro de 1992–13 de março de 2001)
  - Michel-Joseph-Gérard Gagnon, S.M.A. (28 de março de 1980–3 de julho de 1987)
  - Henri-Bernardin Hoffmann, Cap. (14 de setembro de 1955–21 de março de 1979)
- Prefeitos apostólicos
  - Henri-Bernardin Hoffmann, Cap. (28 de setembro de 1945–14 de setembro de 1955)
  - Marcelliano da La Guerche, O.F.M. Cap. (22 de outubro de 1937–1945)
  - Pasquale da Luchon, O.F.M. Cap. (1914–1923)